# スピークセオレガメ
スピークセオレガメ（学名：Kinixys spekii）は、リクガメ科セオレガメ属に分類されるカメ。

## 分布
アンゴラ、ケニア南部、コンゴ民主共和国南部、ザンビア、ジンバブエ、スワジランド、タンザニア北部および西部、ブルンジ、ボツワナ北部および東部、南アフリカ共和国北東部、モザンビーク西部

## 形態
最大甲長19.8センチメートル。オスよりもメスの方がやや大型になり、オスは最大でも甲長18.1センチメートル（飼育下では20センチメートルに達した例がある）。背甲は扁平かやや扁平で、甲長は甲高の1/2-1/3以上。背甲は上から見ると細長い。項甲板は細長い。椎甲板は縦幅よりも横幅の方が長い。縁甲板は左右に12枚ずつあり、左右の第12縁甲板は癒合する。縁甲板は鋸状に尖らない。背甲の蝶番は発達し、縁甲板だけでなく肋甲板にも蝶番がある。腋下甲板は中型で、左右に2枚ずつある。喉甲板はやや前方へ突出し、先端は背甲の前端よりもやや前部に達する。左右の喉甲板の横幅は、左右の喉甲板の継ぎ目の長さ（間喉甲板長）の2倍未満。左右の股甲板の継ぎ目の長さは、左右の肛甲板の継ぎ目の長さよりも短い。腹甲の色彩は黄色や黄褐色で、放射状の暗色斑、暗色の筋模様や斑点が入る個体が多い。甲板の継ぎ目（シーム）周辺や初生甲板を除いて腹甲の色彩が黒い個体もいる。
頭部は中型かやや大型。上顎の先端は鉤状に尖るが、磨耗する個体もいる。額を覆う鱗（額板）は1枚で、額板の前部を覆う鱗（前額板）は左右に1枚ずつある。前肢の爪は5本で、後肢の爪は3-4本。後肢の踵には大型鱗がない。頭部や四肢、尾の色彩は褐色や暗褐色、灰褐色、淡黄色と変異が大きく、四肢や尾は頭部よりも暗色になる個体もいる。
卵は長径3.3-4.6センチメートル、短径2.8-3.4センチメートル。孵化直後の幼体は甲長3-5センチメートル。幼体は椎甲板にはほとんど発達しない筋状の盛りあがり（キール）がある。背甲の色彩は淡黄色や黄色で、孵化直後からある甲板（初生甲板）や外縁は黒や暗褐色。成長に伴いキールは消失し、背甲の色彩も変化する。
オスは第4椎甲板前部がやや盛り上がる個体が多く、喉甲板がより分厚く突出する。オスは背甲の色彩が黄褐色で、初生甲板の暗色部が淡くなって消失することもあり外縁は黄褐色になる。また背甲全体が黄褐色や灰褐色になる個体もいる。メスは背甲の色彩が淡黄色や黄色で、初生甲板は黒や暗褐色で外縁に放射状の暗色斑が入る個体が多い。

## 生態
サバナ気候や温帯夏雨気候で主に標高200-千数百メートル（モザンビーク南西部のみ低地に生息する）にある草原などに生息し、低木や藪が点在し岩が多いやや乾燥した環境を好む。昼行性だが、夏季の高温時には日中を除いて活動することもある。降雨時や降雨後に活発に活動する。岩の隙間や小動物の巣穴、蟻塚や岩の下などに掘った穴などを隠れ家にする。夏季や冬季になると隠れ家の中で休眠する。
食性は雑食で、植物、キノコ、昆虫、多足類、貝類などを食べた例がある。
繁殖形態は卵生。分布域南部では雨期の初めに交尾を行い、オス同士では喉甲板をぶつけて相手を追い払ったりひっくり返して争う。分布域南部では11-翌4月に、1回に2-6個の卵を年に数回に分けて産む。卵は飼育下では29℃の環境下で220日で孵化した例がある。

## 人間との関係
種小名spekiiは本種の模式標本となった個体を採集したJohn Hanning Spekeへの献名。
ペットとして飼育されることもあり、日本にも輸入されている。以前は別種ベルセオレガメとして販売されたり、ベルセオレガメに混じって流通する事が多かった。テラリウムで飼育される。